# 北譙郡 (南梁)
北譙郡，中國南梁時設置的僑郡。

## 沿革
梁武帝時，僑置北譙郡，屬青冀二州（治今江苏省连云港市东云台山），治所在今江苏省东海县东。
東魏孝靜帝武定七年（549年），因侯景之亂取南梁北譙郡，廢為山宁县，屬海州琅邪郡。